# Tour della nazionale maschile di rugby a 15 della Nuova Zelanda 2013
Alla fine del 2013 la Nazionale di rugby a 15 della Nuova Zelanda intraprese un tour in due tappe, la prima asiatica in Giappone e la seconda europea con due incontri nelle Isole Britanniche contro Inghilterra e Irlanda e una sul continente contro la Francia.
Gli All Blacks provenivano da una serie di dieci vittorie consecutive (incluse le sei con i quali si aggiudicarono il Championship con un percorso netto) nell'anno solare (avendo perso i loro più recente incontro nell'ultimo appuntamento del tour dell'anno precedente contro l'Inghilterra).
Il primo incontro si tenne allo stadio del rugby Chichibunomiya di Tokyo e fu una vittoria netta, anche se non larghissima, contro il Giappone, un 54-6 nel primo test match ufficiale concesso agli asiatici al di fuori della Coppa del Mondo.
La settimana successiva, a Saint-Denis, gli All Blacks ottennero un convincente successo sulla Francia, già battuta tre volte in casa a metà anno; il risultato finale, 26-19, era ancora 26-12 a 10 minuti dalla fine, quando una meta di Dulin ridusse il passivo a partita di fatto conclusa.
A Twickenham, dove il neozelandese Dan Carter festeggiava il suo 100º incontro internazionale, gli All Blacks dovettero affrontare un'Inghilterra combattiva, decisa a ripetere la prestazione della stagione precedente, che si risolse nell'unica sconfitta della gestione di Steve Hansen nei suoi primi due anni da commissario tecnico della Nuova Zelanda.
Dopo un avvio neozelandese molto veemente (20-10 alla mezz'ora), gli inglesi recuperarono terreno grazie alle punizioni di Owen Farrell e all'indisciplina di Kieran Read che si fece espellere per 10 minuti nel finale del primo tempo; all'intervallo sotto di 16-20, i padroni di casa, grazie ancora a Farrell, salirono fino al 22-20 proprio all'inizio dell'ultimo quarto di partita, ma una meta di Savea tre minuti dopo, trasformata da Aaron Cruden, riportò in testa gli All Blacks che, grazie a un ulteriore piazzato ancora di Cruden, arrivarono a quota 30, mentre gli inglesi rimasero a 22.
L'ultimo test del tour, e dell'anno, a Dublino, riservò sorprese fino all'ultimo secondo di gioco: gli irlandesi ebbero un avvio bruciante, e con tre mete, due delle quali trasformate, si portarono sul 19-0 dopo appena 17 minuti di gioco; il ritorno neozelandese con Julian Savea (meta poi trasformata da Cruden, stante l'assenza dell'apertura titolare Carter) riportò gli All Blacks sotto di 10 punti e il primo tempo si concluse 22-7; a 15 minuti dalla fine l'Irlanda conduceva ancora 22-10, ma una meta di Ben Franks, trasformata ancora da Cruden, riportò la Nuova Zelanda sotto il break e, in pieno recupero, Ryan Crotty riuscì a marcare la meta del 22-22.
Sul successivo calcio di trasformazione di Cruden, i giocatori irlandesi si mossero in anticipo dalla propria linea di meta prima che il loro avversario iniziasse la rincorsa per battere il calcio franco: Cruden fallì la trasformazione, ma l'arbitro gallese Nigel Owens ne ordinò la ripetizione che andò a buon fine, permettendo alla Nuova Zelanda di vincere l'incontro e di conseguire la propria quattordicesima vittoria consecutiva, per di più in un singolo anno solare.

## Risultati
| Arbitro: | Stuart Berry |

|                   |      |                                                                                    |
|                   | mt   | 9’, 74’ Piutau 26’ S. Cane 29’ B. Smith 31’ McCaw 50’ Thrush 57’ Halai 67’ Barrett |
|                   | tr   | 10’, 27’, 29’, 33’, 51’ Carter 68’, 75’ Barrett                                    |
| 13’, 22’ Goromaru | c.p. |                                                                                    |

| Arbitro: | Jaco Peyper |

|                          |      |                           |
| 69’ Dulin                | mt   | 47’ Piutau 65’ Read       |
| 69’ Parra                | tr   | 47’, 65’ Carter           |
| 10’, 25’, 32’, 43’ Parra | c.p. | 13’, 19’, 28’, 45’ Carter |

| Arbitro: | Craig Joubert |

|                                   |      |                            |
| 23’ Launchbury                    | mt   | 2’, 62’ J. Savea 16’ Read  |
| 23’ O. Farrell                    | tr   | 2’, 16’ Carter 62’ Cruden  |
| 8’, 33’, 39’, 52’, 59’ O. Farrell | c.p. | 12’ Carter 30’, 71’ Cruden |

| Arbitro: | Nigel Owens |

|                                      |      |                                       |
| 4’ Murray 10’ R. Best 17’ R. Kearney | mt   | 25’ J. Savea 64’ B. Franks 80’ Crotty |
| 4’, 10’ Sexton                       | tr   | 25’, 64’, 80’ Cruden                  |
| 33’ Sexton                           | c.p. | 52’ Cruden                            |